# Pilar Mañas Brugat

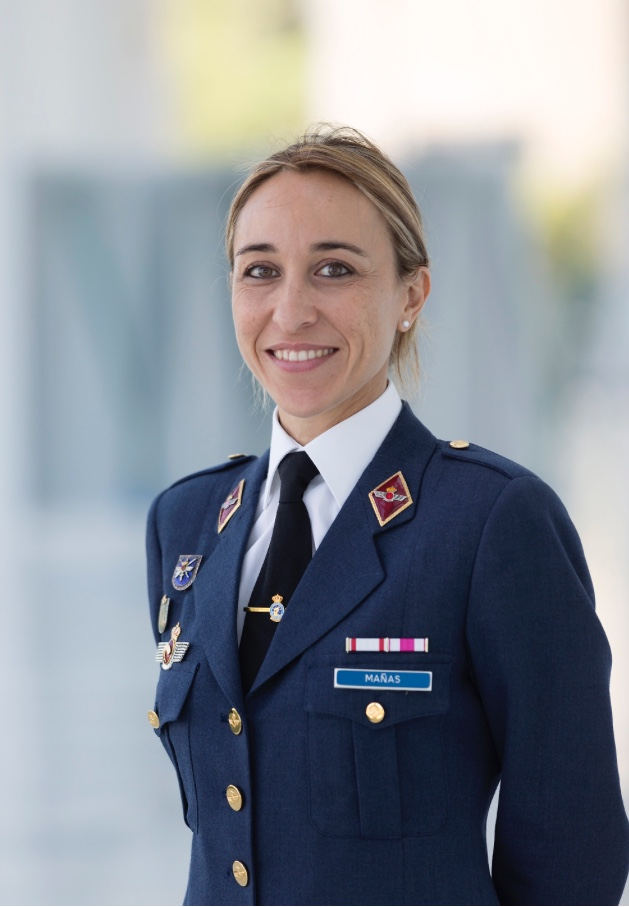
Pilar Mañas Brugat bei der Einweihung im August 2017.

María del Pilar Mañas Brugat (* 24. Juli 1975) ist eine spanische Offizierin. Im Jahr 2017 wurde sie die erste Frau, die das Kommando über eine Einheit der spanischen Luftwaffe übernahm. 2018 wurde sie vom Women's Institute als vorbildliche Frau (spanisch: 'Mujer Referente') ausgezeichnet. Im Jahr 2020 wurde sie mit dem Kommandeur des königlichen und militärischen Ordens der Heiligen Hermenegild und 2022 mit der Gedenkmedaille der Operation Balmis ausgezeichnet.

## Anfänge
Pilar Mañas Brugat wurde in eine aragonesische Familie mit einer starken militärischen Tradition hineingeboren - ihr Urgroßvater mütterlicherseits war Offizier der Guardia Civil, und zwei ihrer Großonkel nahmen an der Landung von Alhucemas teil. Mañas sagte, dass ihr zu Hause eine martialische Atmosphäre eingeflößt wurde, „seit wir klein waren, durch die Fotos, die Militärbücher und die Uniformen, die im Haus waren“.
Sie hat ihre Ausbildung in Murcia absolviert und ihre berufliche Laufbahn in Madrid fortgesetzt, ist aber ihrer Heimat Aragonien stets eng verbunden geblieben.
Ihre Schwester, Teresa de Jesús Mañas Brugat, ist Berufsoffizierin der spanischen Armee, Hauptmann der Gruppe Regulares Nr. 52 der Comandancia General de Melilla und später Hauptmann der Infanterie der Armee, die dem Regimiento Acorazado Pavía zugeteilt ist, das zur Brigada Aragón I in Zaragoza gehört. Die Schwestern Mañas Brugat haben sich als Frauen einen Weg gebahnt, jede mit ihrer eigenen Karriere.

## Leben und Wirken
Mañas ist Fluglotsin und Abfangjägerin. Sie wurde Mitte der 1990er Jahre an der Academia General del Aire in San Javier, Murcia, ausgebildet. Nach intensiver Vorbereitung auf die Prüfung trat sie im September 1995 in die Akademie ein und schloss diese im Juli 1998 als Flugsicherungsoffizierin, Spezialgebiet Operativer Flugverkehr (CAO), einschließlich Flugplatz, Anflug und Gebiet, sowie Abfangkontrolle ab. Nach ihrem Abschluss war sie zunächst von 1998 bis 2003 als Leiterin für Betrieb und Ausbildung in der operationellen Luftverkehrsstaffel (ECAO Madrid) in der Gemeinde Torrejón de Ardoz tätig. Operationelle Luftverkehrsstaffeln sind das Instrument, das die sichere und reibungslose gemeinsame Nutzung des Luftraums für allgemeine und operationelle Luftfahrzeuge ermöglicht.
Von 2003 bis 2013 war sie dem Servicio de Búsqueda y Salvamento Aéreo (SAR), ebenfalls auf dem Luftwaffenstützpunkt Torrejón, zugeteilt. Sie war Koordinatorin für SAR-Missionen und -Einsätze und übernahm Aufgaben wie die Leitung von Luftsuchen, die Bergung beschädigter Flugzeuge und die Rettung von Menschenleben. Zu diesem Zeitpunkt wurde sie zum Hauptmann befördert. Nach einem Jahrzehnt im SAR-Dienst wurde Mañas im November 2013 der 47 Grupo Mixto de Fuerzas Aéreas, zugewiesen ebenfalls in Torrejón. Zwischen 2013 und 2017 hatte sie als Teil der Exploitationsstaffel und als Leiter des IKM (Informations- und Wissensmanagement) spezifische nachrichtendienstliche Funktionen inne.
Seit 2014 ist sie Expertin im Tactical Leadership Programme-Electronic Warfare Course (EWC), seit 2015 im NATO CASPOA Q1 „Air Battle Training Course“ (Lyon, Frankreich) und seit 2016 im Bereich Protokoll, Zeremoniell und Organisation von Veranstaltungen in der Königlichen Garde. Seit 2010 ist sie Mitglied des Auswahlausschusses für die Auswahlverfahren von Offizieren für den Eintritt in die Akademien und Mitglied der Bewertungsausschüsse für die Beförderung von Offizieren in den höheren Dienst.
Nach einer 20-jährigen Karriere wurde sie 2017 zum Comandante (gleichwertig mit Major) befördert und mit der Leitung der Operational Air Circulation Squadron (ECAO Madrid) betraut, womit sie zu ihrer ersten Aufgabe zurückkehrte. Am 2. August desselben Jahres wurde sie die erste Frau, die das Kommando über eine Einheit der spanischen Luftwaffe übernahm. Die Offizierin übernahm das Amt des Leiters der Operativen Luftumlaufstaffel (ECAO) von Madrid bei einer Zeremonie auf dem Luftwaffenstützpunkt Torrejón de Ardoz. An der Zeremonie, die von Brigadegeneral Rafael García Hernández, dem Leiter des Kommando- und Kontrollsystems, geleitet wurde, nahmen militärische und zivile Stellen teil, darunter die Leiter der auf dem Stützpunkt befindlichen Einheiten und der Direktor der Region Mitte-Nord von ENAIRE. Über dieses historische Ereignis wurde in den Medien und in den sozialen Netzwerken berichtet, wobei unter anderem die Verteidigungsministerin María Dolores de Cospedal ihre Glückwünsche aussprach.
Als Leiterin der Abteilung leitet Mañas ein Team von 35 Personen, die in Abstimmung mit den zivilen Fluglotsen eine der vier Zonen kontrollieren, in die der spanische Luftraum unterteilt ist, um sicherzustellen, dass die staatlichen Flugzeuge ihre Flüge ohne Zwischenfälle durchführen und in kürzester Zeit an ihrem Ziel ankommen. Ihre Aufgabe ist es, „die Kontrolle über den operationellen Luftverkehr auszuüben und die gemeinsame Nutzung des Luftraums unter sicheren und flüssigen Bedingungen zwischen militärischem und zivilem Luftverkehr zu koordinieren.“ Dazu gehören Flugzeuge, die Mitglieder der königlichen Familie und der Regierung transportieren, sowie Flugzeuge, die für die Evakuierung, den Transfer in Einsatzgebiete und die Rückführung sowie für die Bereitstellung humanitärer Hilfe eingesetzt werden.

„"Ich schätze mich glücklich und bin stolz, an den Ort zurückzukehren, an dem ich meine berufliche Laufbahn begonnen habe. Ich fühle mich verpflichtet, alles zu geben, wozu ich persönlich und beruflich in der Lage bin, um mein Mandat zu erfüllen und dafür zu sorgen, dass das Referat das Ansehen und die Professionalität, die es auszeichnen, beibehält".“

Die Militärzeitschrift Ejércitos kam zu dem Schluss, dass dies eine "beglückwünschenswerte Nachricht" sei. [...] Schritt für Schritt wird die Gleichstellung zur neuen Norm für unsere Streitkräfte."
Im Rahmen ihrer Fortbildung spezialisierte sich Mañas 2019 auf die Förderung von Frauen in Führungspositionen in der FAS durch die Staatssekretärin für Gleichstellung, 2020 auf die Gleichstellungspolitik in den Streitkräften im Verteidigungsministerium. Und 2022 schloss sie den Kurs für militärische Gleichstellungsbeauftragte der Vereinten Nationen bei MGA Training, Australien, ab. Außerdem erwarb sie eine TRM-Facilitator-Qualifikation von ENAIRE und eine Privatpilotenlizenz von der Flyschool Air Academy.
Im Februar 2020 war sie einer der Hauptakteure bei der positiven Lösung des Zwischenfalls mit einer Air-Canada-Maschine, die stundenlang über Madrid fliegen musste, bevor sie notlanden konnte. Diese Leistung, die mit anderen Experten und einem großen Team koordiniert wurde, konnte veröffentlicht werden und wurde in einem Artikel „Incidente Aéreo Air Canada“ in der spanischen Zeitschrift für Luft- und Raumfahrt (Revista de Aeronáutica y Astronáutica) im Mai 2020 veröffentlicht.
Im August 2020 wurde sie dem Büro des Generalstabschefs der Luftwaffe (JEMA) als Leiterin der Abteilung Institutionelle Beziehungen und Protokoll, Leiterin der Abteilung Kommunikation und Website sowie gelegentlich als Assistentin des JEMA zugeteilt, da es sich um eine eher institutionelle Aufgabe handelt. In diesem Jahr war sie auch eine der Personen, die im Rahmen des Projekts I Applaud You (auf Spanisch proyecto Yo te aplaudo) für ihren Beitrag zur Überwindung von COVID-19 während der Pandemie ausgewählt wurden. Im Jahr 2021, anlässlich der Militärparade am 12. Oktober in Madrid, war Mañas der Militärexperte des spanischen öffentlich-rechtlichen Fernsehens, das dieses Ereignis übertrug. Sie wurde von den spanischen Sendern über La 1, Canal 24 Horas, TVE Internacional und RTVE Play angeboten.

## Auszeichnungen
Zu den Auszeichnungen, mit denen ihre Karriere gewürdigt wurde, gehören:
- 2021. Auszeichnung „Beste Managerin des Jahres“ durch den spanischen Unternehmerinnenverband (ASEME).
- 2018: „Inspiring Woman Award“ bei den Inspiring Girls Awards.[11]
- 2018. Frau des Jahres' vom Institut für Frauen und Chancengleichheit der spanischen Regierung.[12]
- 2018. Frau des Jahres' des Foro Madrid Tercer Milenio (FMTM).[13]

## Militärische Ehrungen
Mañas hat folgende Auszeichnungen erhalten:
- 2022. Gedenkmedaille für die Operation Balmis
- 2020. Verleihung des königlichen und militärischen Ordens von San Hermenegildo
- 2015. Kreuz des Königlichen Militärordens St. Hermenegildo
- 2004. Luftfahrer-Verdienstkreuz (weißes Kennzeichen)
- 2002. Spanisches Militär Ehrenvolle Erwähnung

## Gemeinschaftliches Engagement
Commander Mañas beteiligt sich an Aktionen und Veranstaltungen, die darauf abzielen, bei Mädchen und Jungen eine Berufung zu wecken, damit sie sich im Erwachsenenalter dem widmen können, was ihnen am Herzen liegt. Seit 2017 arbeitet sie unter anderem mit der Stiftung Inspiring Girls in Spanien zusammen, deren Beirat sie angehört und deren Botschafterin sie ist. Sie wirbt bei Kindern für Berufe, damit sie sich im Erwachsenenalter dem widmen können, was ihnen am Herzen liegt. Um die Frauen der Zukunft zu fördern, nimmt sie an Veranstaltungen zusammen mit anderen Referenzfrauen wie der Olympionikin Carlota Castrejana oder zusammen mit Raquel Sáez, Gloria Ortega, Victoria Alejandre, Verónica Fernández oder Eire García teil, die dem Projekt „Durchbrechen von Stereotypen in der Schule“ ein Gesicht gegeben haben, das in der Präsentation eines audiovisuellen Films gipfelte, der die Erfahrungen beschreibt.
Im Jahr 2018 wurde sie vom Institut für Frauen und Chancengleichheit der spanischen Regierung in der ersten Ausgabe dieser Auszeichnungen zur „Referenzfrau“ ernannt (spanisch Mujer Referente), weil sie Barrieren durchbrochen hat und eine Referenz für andere Frauen ist, und vom Madrider Forum des dritten Jahrtausends (FMTM) im Namen aller weiblichen Flieger in der Luftwaffe zur „Frau des Jahres“. Sie arbeitet auch mit dem Nationalen Verband der Unternehmerinnen, Managerinnen und Führungskräfte (ANAEDE) zusammen und hält weiterhin Vorträge über die Bedeutung der Präsenz von Frauen im Militär.